# Tyborów (powiat miński)
Tyborów – wieś sołecka w Polsce położona w województwie mazowieckim, w powiecie mińskim, w gminie Cegłów.
Uznaje się, że nazwa Tyborów wywodzi się od Hilarego Tyborowskiego, właściciela huty szkła w Barczącej, który po 1802 roku wykupił tereny pod osadę i sprowadził tam niemieckich kolonistów. Obecnie jedynym śladem po Niemcach pozostał XIX-wieczny cmentarz ewangelicki. 
W 1843 roku urodził się tu Karol Kintopf- weteran powstania styczniowego.
W latach 1975–1998 miejscowość należała administracyjnie do województwa siedleckiego.
Wierni Kościoła rzymskokatolickiego należą do parafii św. Antoniego w Ignacowie.